# شهرستان ماغجان جمعه‌بایف
شهرستان ماغجان جمعه‌بایف (به قزاقی: Мағжан Жұмабаев ауданы، ماعجان جۇماباەۆ اۋدانى) یک شهرستان در قزاقستان است که در استان قزاقستان شمالی واقع شده‌است. شهرستان ماغجان جمعه‌بایف ۳۴٬۰۵۵ نفر جمعیت دارد.

## وجه تسمیه
نام این شهرستان برای ارج نهادن به فعال سیاسی برجستهٔ قزاقِ زادهٔ سال ۱۸۹۳ میلادی در شهر آق‌مولا (آستانه امروزی)، «محمدجان (ماغجان) بکن‌اولی جمعه‌بایف » (به قزاقی: Мағжан Бекенұлы Жұмабаев، ماعجان بەكەنۇلى جۇماباەۆ) انتخاب شده است. 
وی نام شخصی خویش را در سنین نوجوانی از «محمدجان» به «ماغجان» کوتاه کرد. ایشان یکی از برجسته‌ترین فعالین سیاسی قزاق بودند که در دو دههٔ اول اتحاد جماهیر شوروی سوسیالیستی، برای خودمختاری و استقلال ملت قزاق از حاکمیت روسیه تلاش و پویایی کردند. در دههٔ ۱۹۳۰ میلادی، به جرم «ناسیونالیسم و پان‌ترکی»، ماغجان جمعه‌بایف به دست نظام استالین دستگیر و اعدام شد.